# ایلومیناتی

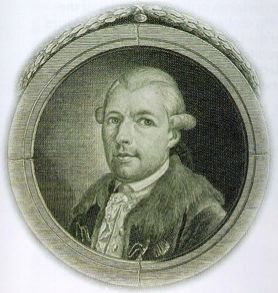
آدام وایسهائوپت (۱۷۴۸–۱۸۳۰)، بنیان‌گذار ایلومیناتی

ایلومیناتی (به لاتین: Illuminati، جمع لاتین: illuminatus به معنای «روشن‌ضمیر») نامی‌است که به چندین گروه اعم از واقعی یا ساختگی داده می‌شود. از نظر تاریخی، این نام معمولاً به ایلومیناتی باواریا اشاره دارد، انجمنی مخفی در عصر روشنگری، تأسیس شده در ۱ مهٔ ۱۷۷۶ در بایرن (بخشی از آلمان امروزی). اهداف این انجمن مقابله با سوءاستفاده از قدرت و زدودن نفوذ دین و خرافه بر زندگی مردم بود. ایلومیناتی در کنار فراماسونری و دیگر انجمن‌های مخفی به تشویق کلیسای کاتولیک، در سال‌های ۱۷۷۴، ۱۷۸۵، ۱۷۸۷، و ۱۷۹۰ میلادی با فرمان پادشاه بایرن ممنوع شدند. در سال‌های بعد، منتقدان محافظه کار و مذهبی ادعاهایی مطرح کردند مبنی بر اینکه فعالیت‌های ایلومیناتی به‌طور زیرزمینی ادامه دارد و آنان مسئول انقلاب فرانسه بودند.
با گذشت زمان، اصطلاح ایلومیناتی به سازمان‌های گوناگونی اطلاق شد که مدعی بوده‌اند یا ادعا شده بود به ایلومیناتی باواریای اصلی یا انجمن‌های مخفی مشابه ی آن وابسته هستند؛ گرچه این ادعاها بی‌اساس بوده‌اند. این سازمان‌ها اغلب متهم به دسیسه چینی برای کنترل امور جهان از طریق برنامه‌ریزی و هدایت رخدادها و نفوذ عوامل در حکومتها و ابرشرکتها به منظور به‌دست آوردن قدرت و نفوذ و ایجاد یک نظم نوین جهانی هستند. در نظریه‌های توطئه ایلومیناتی را پنهان در سایه‌ها به تصویر می‌کشند که قدرت را همچون عروسک خیمه‌شب‌بازی در دستان خود دارند. چنین دیدگاهی راه خود را به فرهنگ عوام، رمان‌ها، فیلم‌ها، برنامه‌های تلویزیونی، کامیک‌ها، بازی‌های ویدیوئی و موزیک ویدیوها باز کرده‌است.

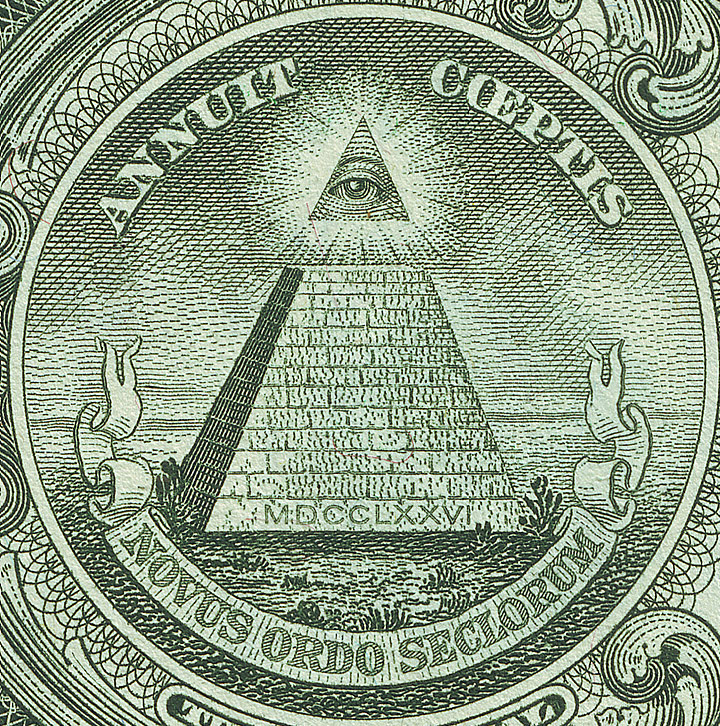
چشم جهان‌بین، نماد مشیت الهی، بر پشت دلار آمریکا. در نظریات توطئه گفته می‌شود این مدرکی است دال بر عضویت پدران بنیان‌گذار آمریکا در ایلومیناتی.

## تاریخچه
آدام وایسهائوپت، استاد قوانین کلیسایی و فلسفه در مه ۱۷۷۶، با دستیاری دو دانشجو گروه کمال‌کنندگان (Perfektibilists) را بنیان نهاد. دلیل آغاز این فعالیت وایسهائوپت فضای عقلانی حاکم بر دانشگاه شهر اینگولشتات بود. در آن زمان اکثریت مطلق کرسی‌های تدریس دانشگاه را برادران روحانی برکنار شده از فرقه یسوعیون یا انجمن عیسی در دست داشتند. فرقه یسوعی‌ها در سال۱۷۷۳ منحل اعلام شد و فعالیتشان به صورت زیرزمینی درآمد. آدام وایسهائوپت تصمیم گرفت گروهی را به‌وجود بیاورد تا از دانشجویان زیر فشار که از دسیسه‌های یسوعیون رنج می‌بردند پشتیبانی کند. از اینرو و برای اینکه دانشجویان بتوانند به کتب انتقادی مذهبی دست یابند، او «گروه مخفی وایسهائوپت» را تشکیل داد. در ضمن وایسهائوپت می‌خواست قطبی علیه انجمن چلیپای گلگون به‌وجود آورد که شاخه‌ای مخفی از فراماسون‌هاست که در آن زمان روزبه‌روز قوی‌تر می‌شد.
نخستین دوران شکوفایی این انجمن زمانی بود که «فرانتس اکساور فون تسواک» شاگرد وایسهائوپت تغییراتی در سازمان به‌وجود آورد. در آغاز وایسهائوپت نام «زنبور عسل» را پیشنهاد کرد؛ زیرا بر این باور بود که اعضای انجمن می‌بایستی چون زنبور عسل تحت فرمان «ملکه»، عسل دانایی و حکمت را دریابند (جمع‌آوری کنند)؛ ولی عاقبت تصمیم گرفته شد که نام «ایلومیناتی» (نورانیان/ منوران/ روشن ضمیران) را انتخاب کنند. نتیجه این شد که سازمان یا انجمنی مخفی با شباهت بسیار با فرقه یسوعیون تشکیل یافت.
بسیاری از روشنفکران و سیاستمداران ترقی‌خواه بانفوذ از اعضای آن بودند. این گروه شخصیت‌های ادبی ای چون یوهان ولفگانگ فون گوته و یوهان گوتفرید فون هردر و دوک حاکم گوتا و وایمار را جذب خود کرد.
این انجمنِ قرقه مانند بین سال‌های ۱۷۸۴ و ۱۷۸۵ ممنوع اعلام شده و رسماً تعطیل شد؛ ولی شایعات در مورد آن هرگز قطع نشد. در این رابطه با دلایل آن می‌توان به مواردی چون: مبارزات فراوان علیه کلیسای کاتولیک، انقلاب فرانسه یا تئوری «تسلط بر جهان» که اروپایی‌ها و به‌خصوص رومیان در آغاز با در نظر گرفتن الگویی علیه سیستم‌های جهانگیری ایرانیان باستان طرح کردند، اشاره کرد.

## میراث
ایلومیناتی پس از سرکوبی که در بایرن دچار آن شد دوام نیاورد. با این وجود آنان در بسیاری از نظریه‌های توطئه امروزی که بنیانشان عدم انقراض آنهاست حضور دارند. نظریه پردازان توطئه و نویسندگانی چون مارک دایس استدلال کرده‌اند که ایلومیناتی تا امروز دوام آورده‌اند.
بسیاری از تئوری‌های توطئه القا می‌کنند که وقایع جهان در کنترل و دستکاری یک انجمن مخفی است که خود را ایلومیناتی می‌خواند. نظریه پردازان توطئه مدعی شده‌اند که بسیاری از افراد سرشناس عضو ایلومیناتی هستند یا بوده‌اند. رؤسای جمهور ایالات متحده از برجسته‌ترین مظنون‌های چنان ادعاهایی هستند.
دیگر نظریه پردازان می‌گویند بسیاری از وقایع تاریخی، از انقلاب فرانسه، نبرد واترلو و ترور جان اف. کندی، تا یک نقشه ادعایی کمونیستی برای محقق کردن "نظم نوین جهانی " از طریق رخنه در صنعت سینمای آمریکا را ایلومیناتی ترتیب داده.

## نگارخانه

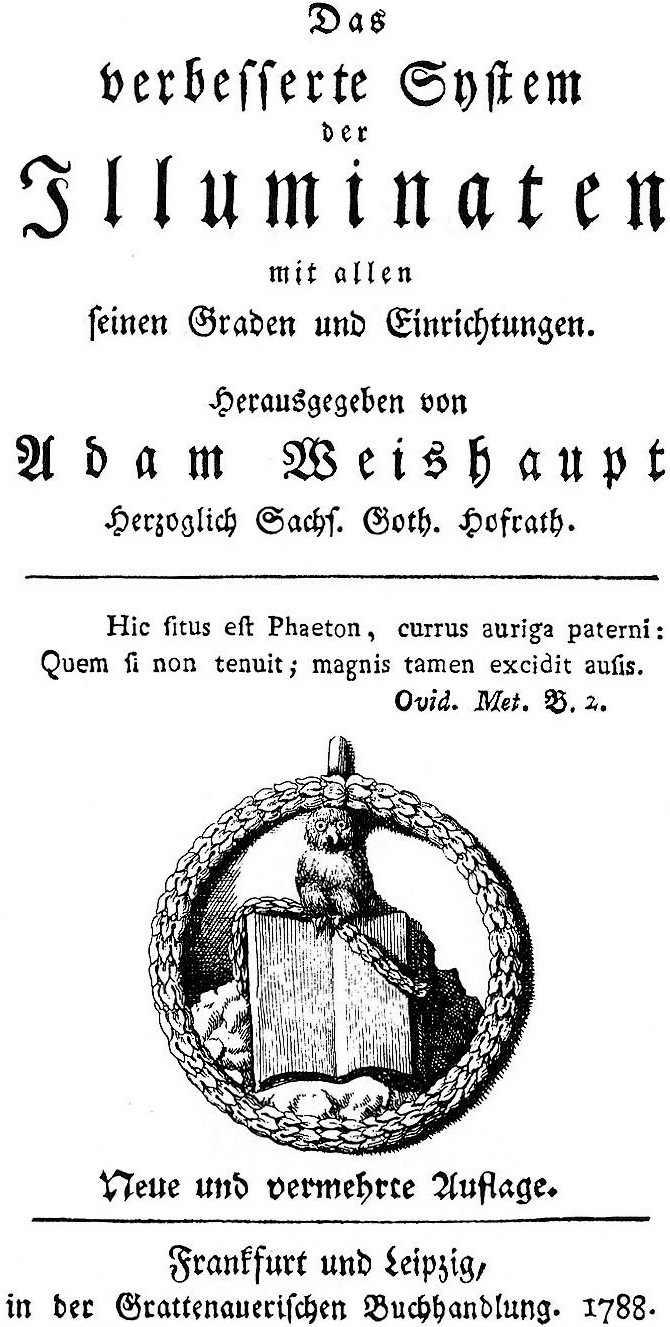
جغد مینروا، نماد انجمن روشن ضمیران / مینروا، الهه حکمت، هنر و ابداع در اساطیر روم است و جغد پرنده اوست. جغد مینروا نماد حکمت است.
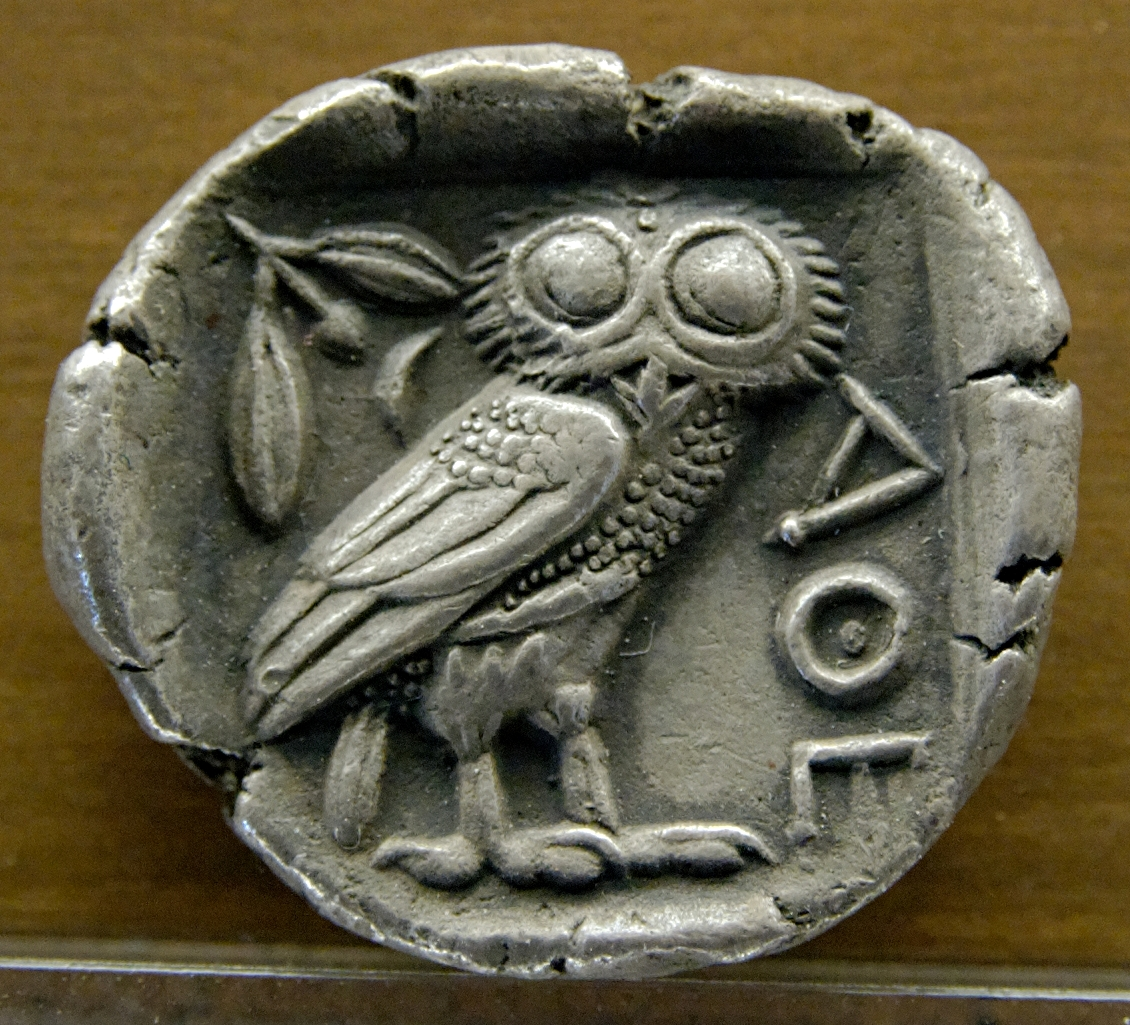
تصویر جغد مینروا، نماد روشن ضمیران
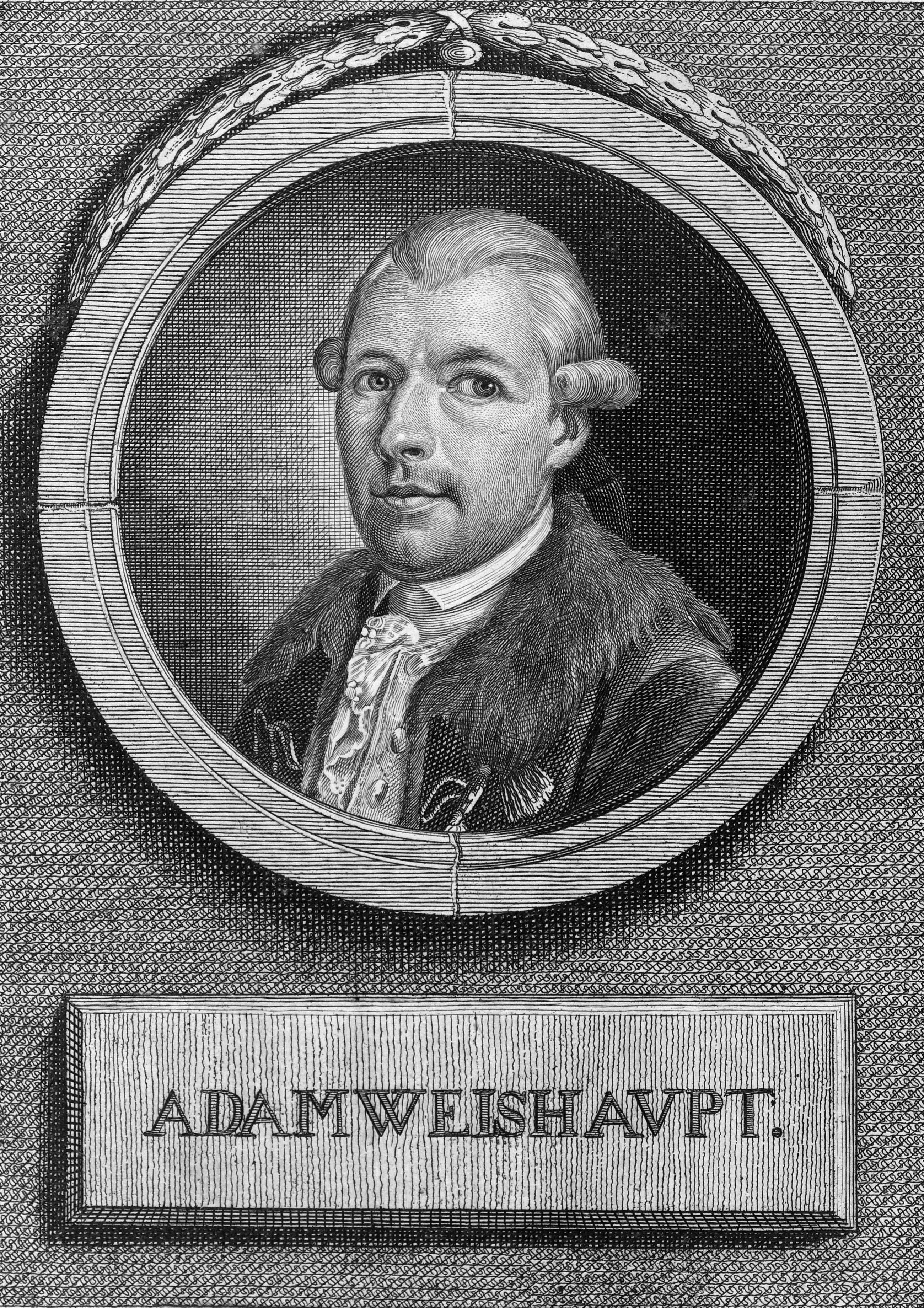
آدام وایسهائوپت
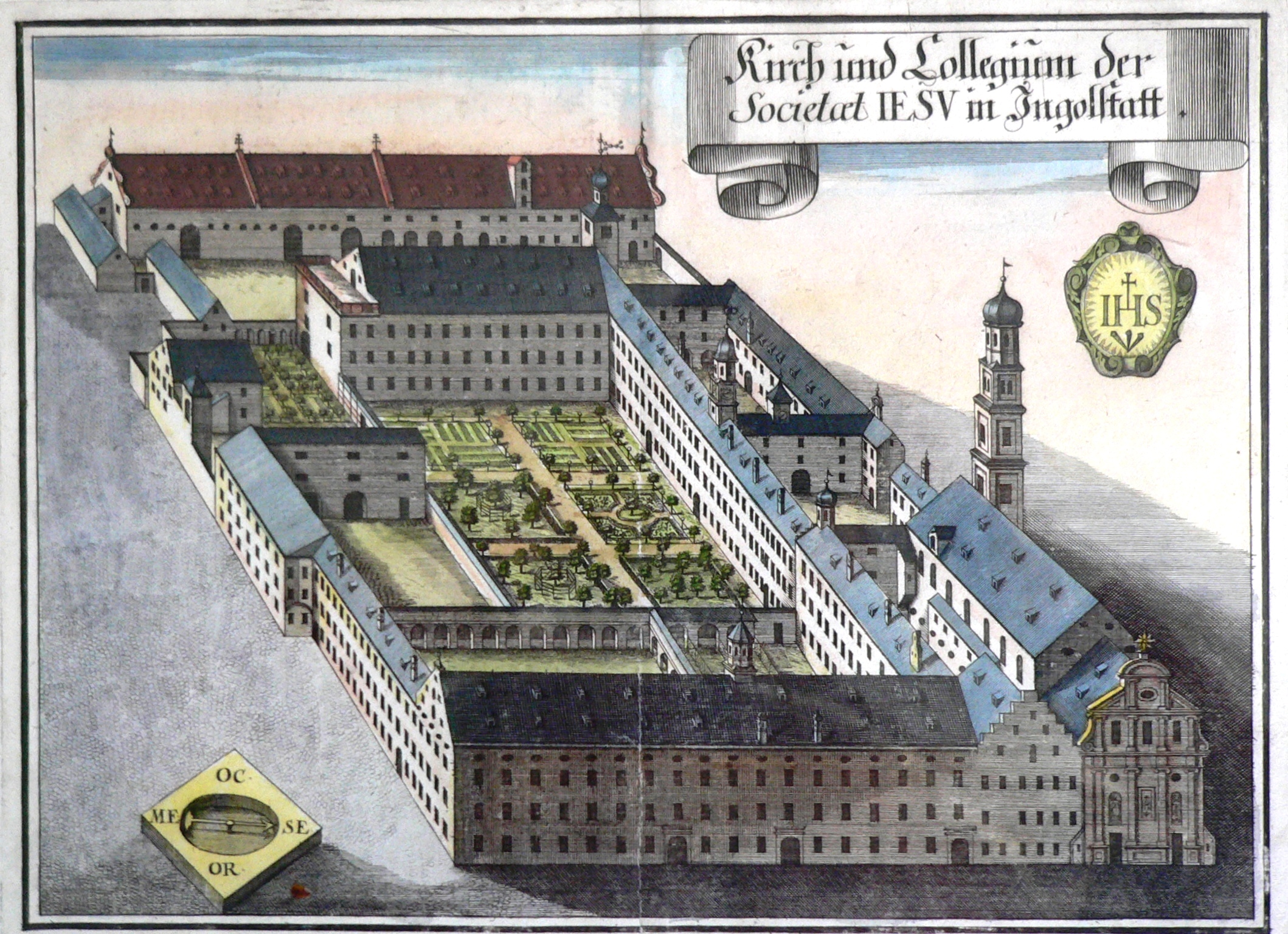
دانشگاه انجمن عیسی (یسوعیون) شهر اینگولشتات که آدام وایسهائوپت در آن تدریس می‌کرد.
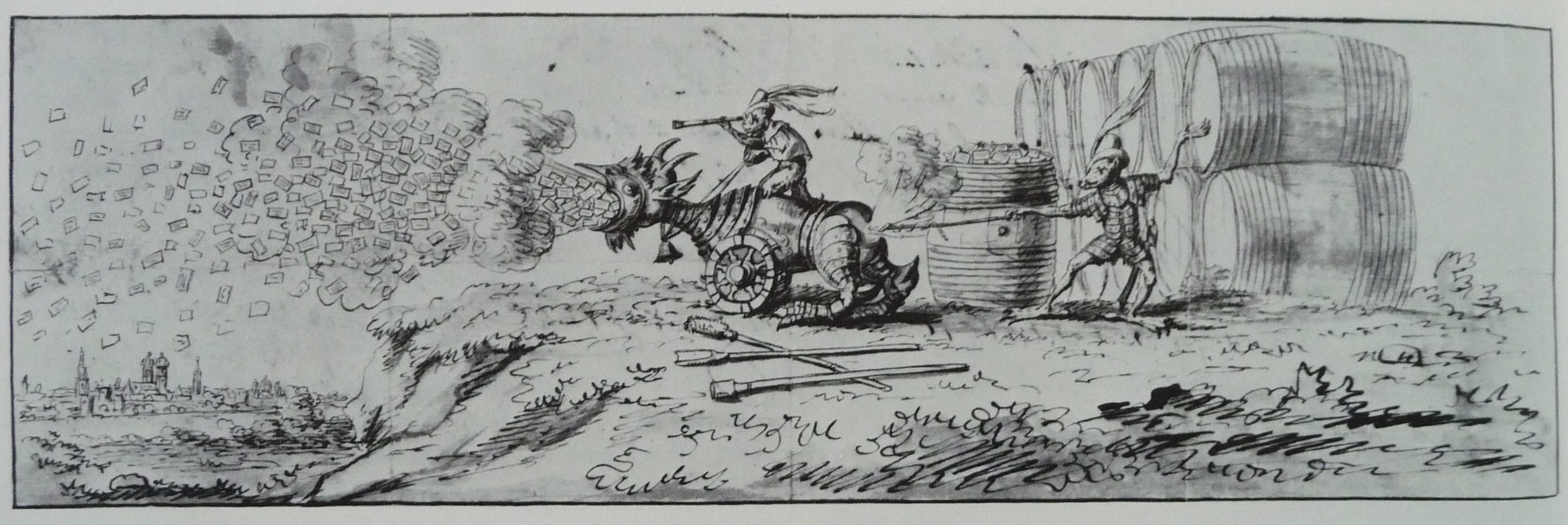
کاریکاتور علیه مذهب ایلومیناتی‌ها